# Подела Вилењака
У легендаријуму Џ. Р. Р. Толкина Вилењаци су подељени народ. Пробудили су се покрај језера Кујвијенен на крајњем истоку континента Средња земља, где су се поделили у три племена: Минјари (Први), Татјари (Други) и Нелјари (Трећи). Након извесног времена, њих је Ороме позвао да живе са Валарима у Аману. Тај позив и „Велики Марш“ који је уследио су поделили Вилењаке на две велике и већи број мањих група, које се никада нису потпуно ујединиле.
Назив Квенди се односи на све Вилењаке.

## Авари
Авари су они који су одбили Оромеов позив или краће „Невољни“. Половина Авара потиче од највећег племена, Нелјара, али је највећи део Нелјара отишао на запад. Остала је и половина Татјара.
Након поделе, Авари су постали још удаљенији од Елдара, иако је мало тога о њиховој историји постало познато Вилењацима или Људима са запада Средње земље. Најмање шест њихових родова је постојало и они су наставили да називају „Квендима“ сматрајући оне који су отишли за дезертере. Нека од ових племена су касније такође путовала на запад, мешајући се са Нандорима, а неки су чак стигли и до Белеријанда, али они углавном нису били у пријатељским односима са Синдарима.

## Елдари
Елдари су сви они који су били прихватили позиве. То име, које буквално значи народ Звезда, им је дао Ороме на њиховом сопственом језику.
- Сви од Минјара су постали Ванјарима (светли Вилењаци - односи се на њихову златно-плаву косу).
- Пола Татјара су постали Нолдорима (дубоки Вилењаци - односи се на њихово знање).
- Више од пола Нелјара су постали Телерима (они који су дошли последњи) или како су они сами себе називали Линдари (Певачи).
  - Они Телери који су одбили да пређу Маглене Планине и остали у долини Андуина су названи Нандорима (они који су скренули са пута).
    - Они Нандори који су касније ушли у Белеријанд су били названи Лаиквендима (Зелени Вилењаци).
    - Они Нандори који су остали око Андуина су касније названи Шумским Вилењацима, и живели су у шумама Рованиона. Њима су се касније придружили Авари који су кренули на запад.

  - Они Телери који су дошли у Белеријанд и стигли до Великог мора, али су одлучили да не пређу у Аман су касније названи Синдарима (Сиви Вилењаци).
    - Многи од Телера (Синдара) су одабрали да остану у Белеријанду, како би тражили свог господара Тингола, који је нестао пред крај њиховог путовања. Они су касније настањивали Доријат и били су названи Јатримима (народ Појаса), што се односило на зачарани „Појас Мелијанин“, који је окруживао краљевство.
    - Они Телери (Синдари) који су дошли до обала Великог мора, али одабрали да тамо и остану или су стигли прекасно да би били превезени су названи Фалатримима (народ Обале).
    - Они Телери (Синдари) који су одабрали да остану у Белеријанду и који насељаваху северозападни Белеријанд су названи Митримима (сиви народ), што је постало и име подручја у коме су живели и великог језера које се тамо налазило. Већина њих се касније измешала са пристиглим Нолдорима, нарочито са онима из Гондолина.

  - Они Телери који су дошли у Аман су називани и Фалмарима (народ таласа).

Ванјари, Нолдори и они Телери који су отишли у Валинор су названи Калаквендима (Вилењаци светлости), зато што су они видели светлост Два Дрвета. На Језику Нолдора у Аману сви други Вилењаци су били Мориквенди (Вилењаци таме), као знак да они нису видели (или нису желели да виде) светлост Валинора, али Синдари касније нису рачунати ни у једну од ових група.
Већина Нолдора се вратила са Феанором у Средњу земљу пре уздизања Сунца. Они су названи Изгнаницима и они су у Белеријанду били подељени према месту боравка, конкретно Хитлум, Гондолин, Дортонион, Нарготронд и Међа Маидросова.
Након „Рата Бесних“, већина преживелих Нолдора и Синдара (који су углавном били постали један народ) се вратила на запад и живела на Тол Ересеји. Ипак, многи су остали у Средњој земљи током Другог и Трећег доба, придружујући се краљевствима у Лотлоријену или Ерин Галену Шумских Вилењака или оснивајући краљевства у Линдону, Ерегиону и Имладрису.
Луке Елдара су:
- Луке Фаласа у Белеријанду, Бритомбар и Егларест
- Алквалонде, лабуд-лука Телера Валинора
- Еделонд, вилењачка лука у јужном Гондору
- Митлонд, Сиве луке Еријадора
- Харлонд и Форлонд, луке Линдона
- Елдалонде, лука у Нуменору
- Авалоне, вилењачка лука на Тол Ересеји